# Haags liederenhandschrift
Het Haags liederenhandschrift is een handschrift dat tot stand kwam tussen 1390 en 1410. Het handschrift bevat een aantal gedichten, liederen, raadsels en sproken. Het wordt nu bewaard in de Koninklijke Bibliotheek (Nederland) in Den Haag als MS 128 E2.

## Beschrijving
Het handschrift bestaat uit 67 perkamenten folia van 250 bij 185 mm met drie schutbladen voor- en achteraan. De tekst is geschreven in twee kolommen van meestal 40 regels per blad. Het schriftblok meet ca. 185-188 x 145 mm. Sommige teksten zijn in het Middelhoogduits of in een Middelhoogduits getint of gekleurd Middelnederlands geschreven, andere in het Middelnederlands. Ook over het aantal teksten zijn de geleerden het niet eens, omdat niet steeds duidelijk is waar een gedicht eindigt of begint. De schattingen lopen uiteen van ca. 110 tot 155.

## Geschiedenis
Wanneer het handschrift precies tot stand kwam is niet precies geweten, maar de schatting van E.F. Kossmann (1390-1410) op basis van de data waar op sommige teksten zouden zijn geschreven en van de spraak- en schrijfstijl wordt tegenwoordig vrij algemeen aanvaard.

Door een notitie aangebracht in het handschrift op f67v die luidt:
Dit boech huert zo ioncker iohan greve zo nossou zo vijanden vnd marien van loen sijnre huijsvrauwen.— Dit boek hoort toe aan jonker Johan graaf van Nassau en van Vianden en Maria van Loon zijn echtgenote.
 weten we dat het boekje ooit in het bezit was van Jan IV van Nassau-Breda (1410-1475) en zijn echtgenote Maria van Loon (1424-1502). De bibliotheek van de graven van Nassau ging in 1538 in het bezit van de prinsen van Oranje. In 1686 werd het boek genoemd door Constantijn Huygens in zijn catalogus van de bibliotheek van Willem III. Die bibliotheek werd in 1749 in Den Haag geveild, maar door stadhouder Willem IV teruggekocht. Later kwam het handschrift terecht in de bibliotheek van diens zoon, Willem V, die de basis was van de Koninklijke Bibliotheek bij haar oprichting in 1798.

## Inhoud
Een ding staat vast, het Haags liederenhandschrift zou eigenlijk beter het Haags poëziehandschrift heten, want eigenlijk bevat het geen liederen en geen muzieknotatie. Het is overigens zeer de vraag of de teksten die het bevat ooit gezongen werden.
Het handschrift bevat teksten, bedoeld om voor te dragen, van zeer verschillende geografische afkomst, zoals werk van Augustijnken enerzijds en werk van Walther von der Vogelweide anderzijds, maar het grootste deel van de werken die het bevat is tot op heden anoniem gebleven.
Het thema van bijna alle liederen is de hoofse liefde. Dit werk is, na het werk van Hendrik van Veldeke, waarschijnlijk het Middelnederlandse boek waarin dit thema het meest tot uitdrukking is gekomen. Een van de thema’s die regelmatig terugkeert, karakteristiek voor het handschrift, is dat van de ridder die de minnedienst aan zijn onbereikbare aanbedene aanbiedt. Het is de half-feodale, half-religieuze vorm van hoofse liefde die in het handschrift wordt beschreven, waarbij de man zich onderwerpt aan zijn beminde, steeds voorgesteld als de perfecte vrouw, volmaakt van uiterlijk en innerlijk. Het loon van de man is de vreugde en blijdschap die deze, in principe smachtende, platonische  liefde hem brengt. Maar soms blijft de beloning voor de minnedienst niet beperkt tot een glimlach of een vriendelijk woord en is in sommige gedichten duidelijk een erotische strekking terug te vinden. Men kan stellen dat in het Haagse handschrift de hoofse minnedienst niet noodzakelijk de seksualiteit uitsluit, maar het is in een zeer beperkt aantal gedichten dat dit naar voor komt.

## Indruk van het handschrift

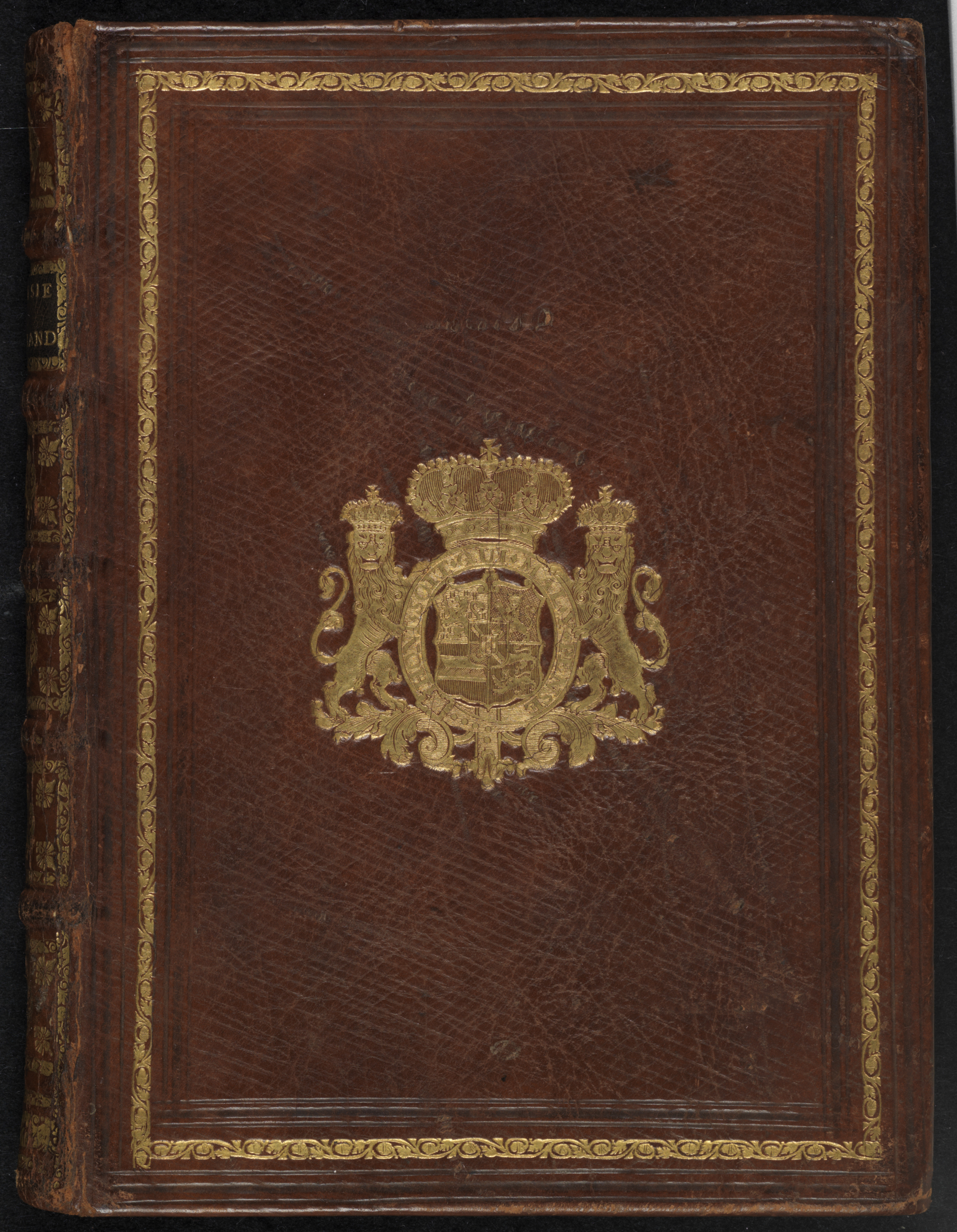
Voorkant van de band
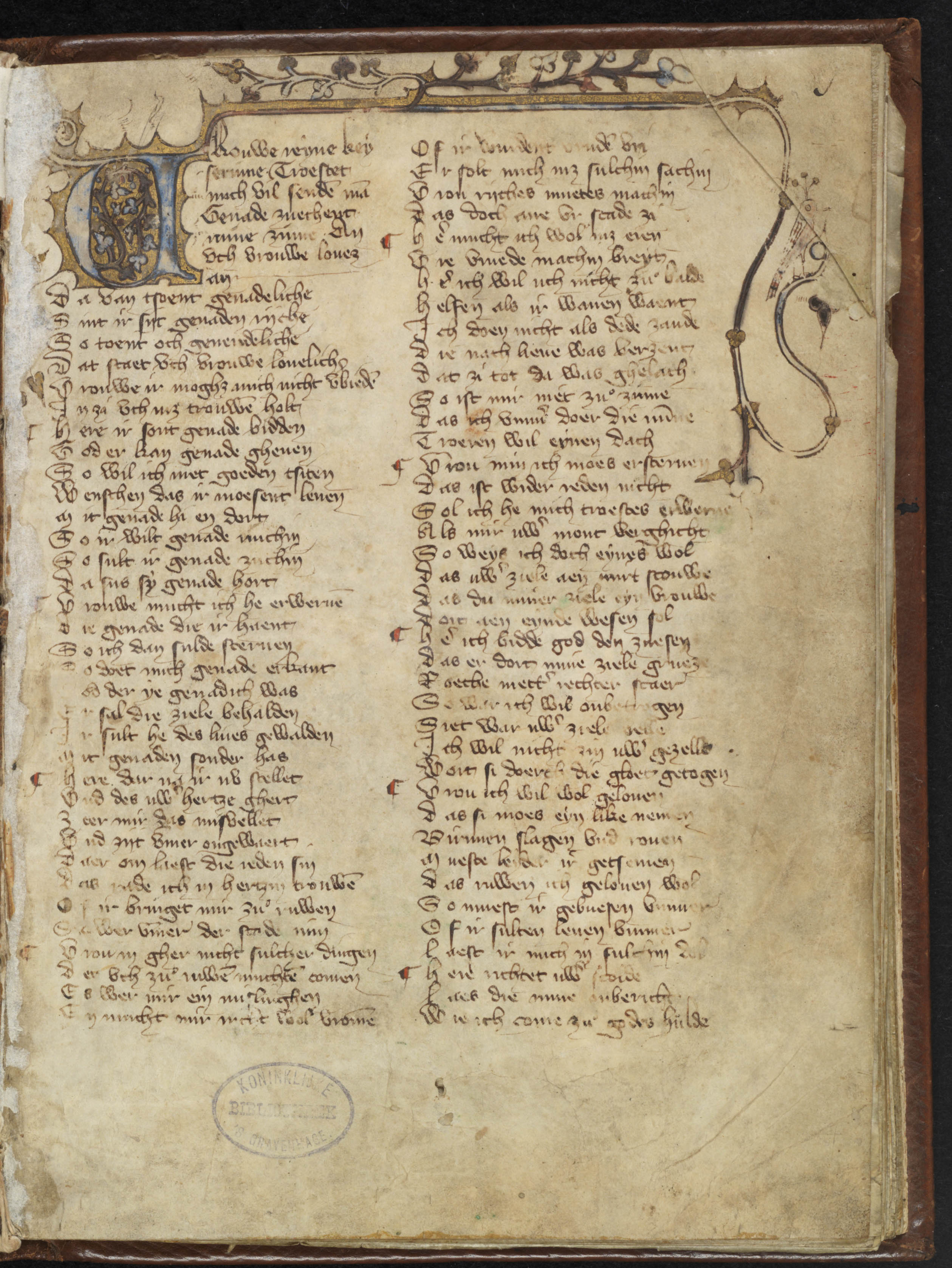
Titelpagina
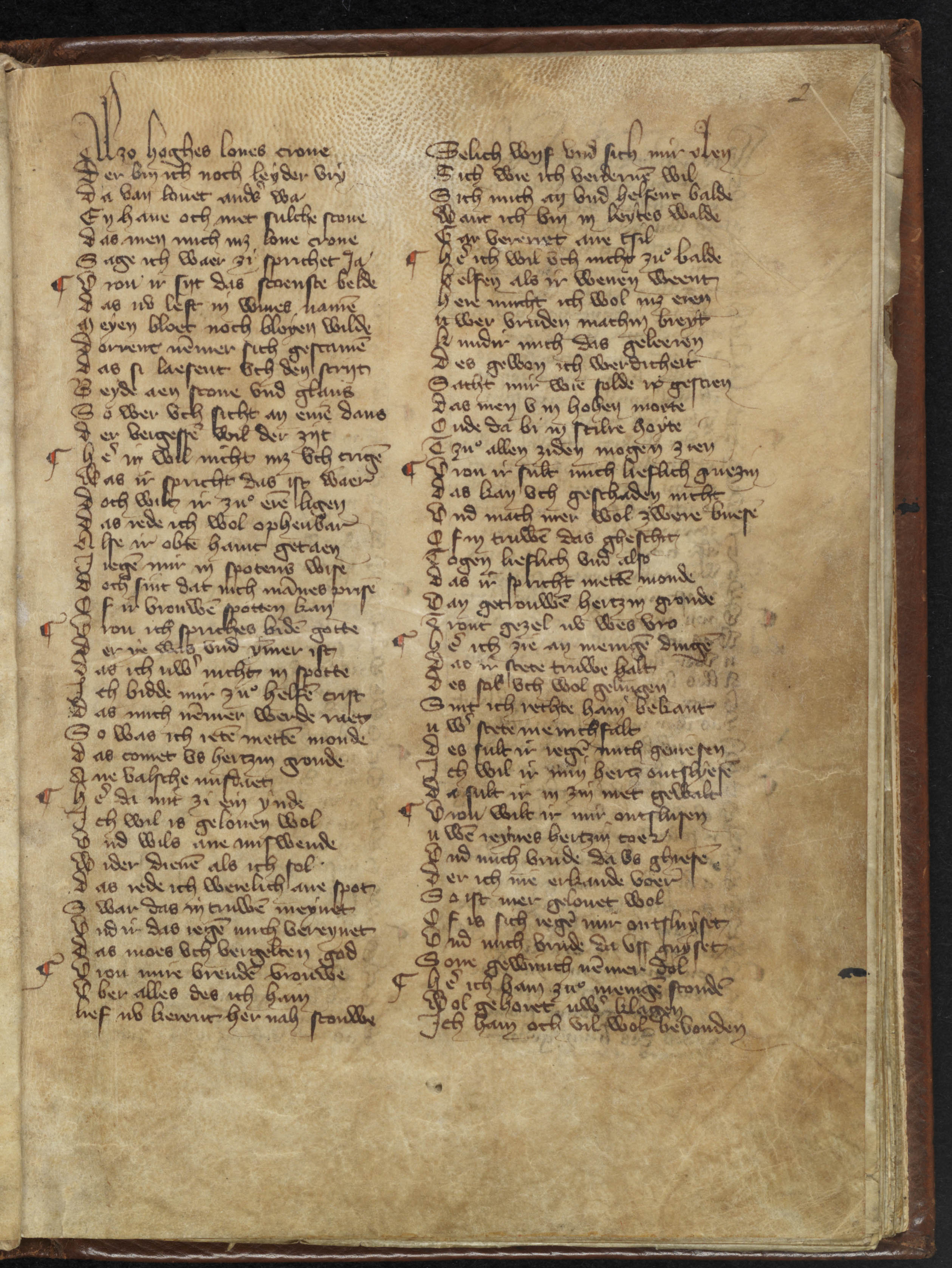
f. 2r
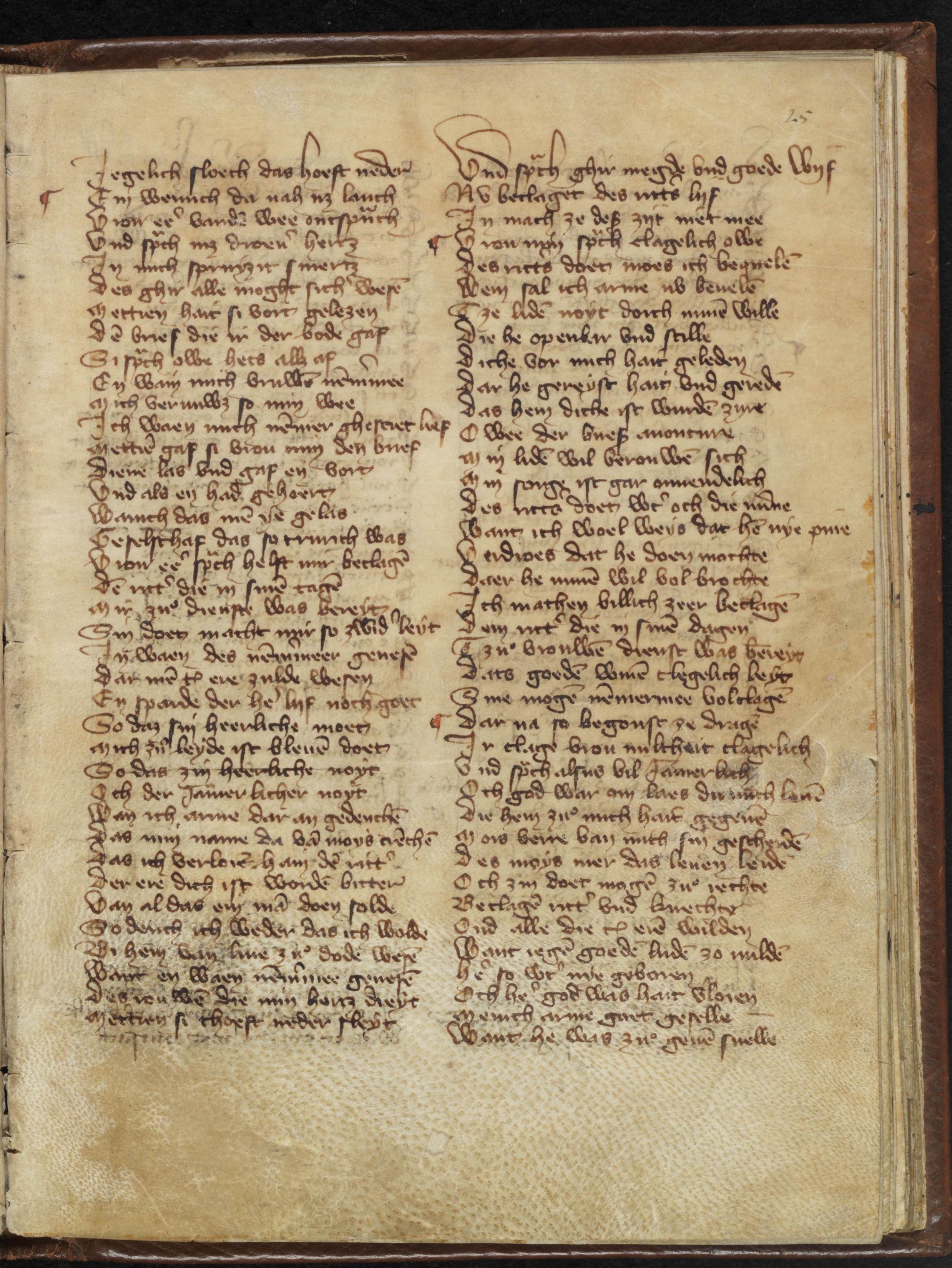
f. 25r
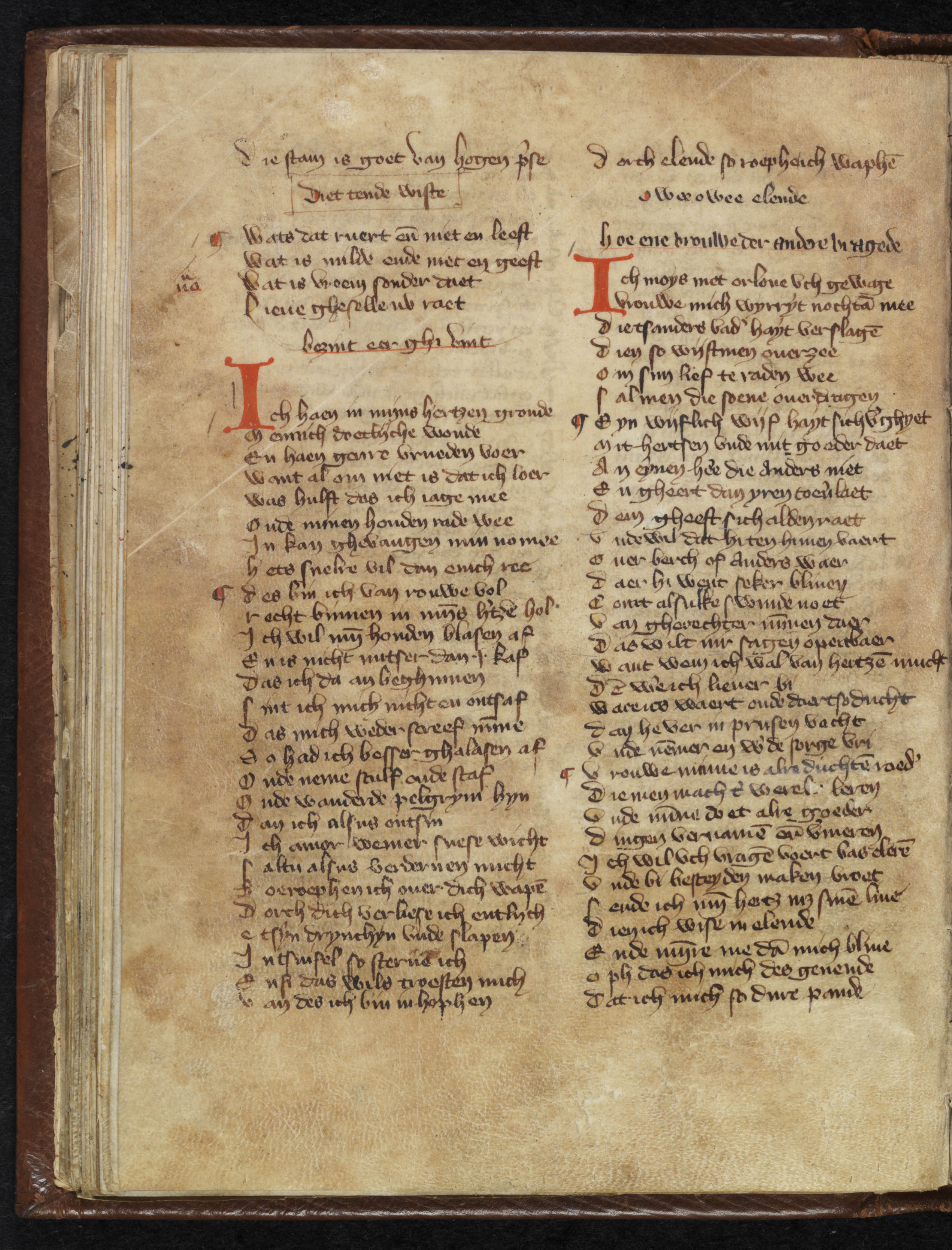
f. 52v
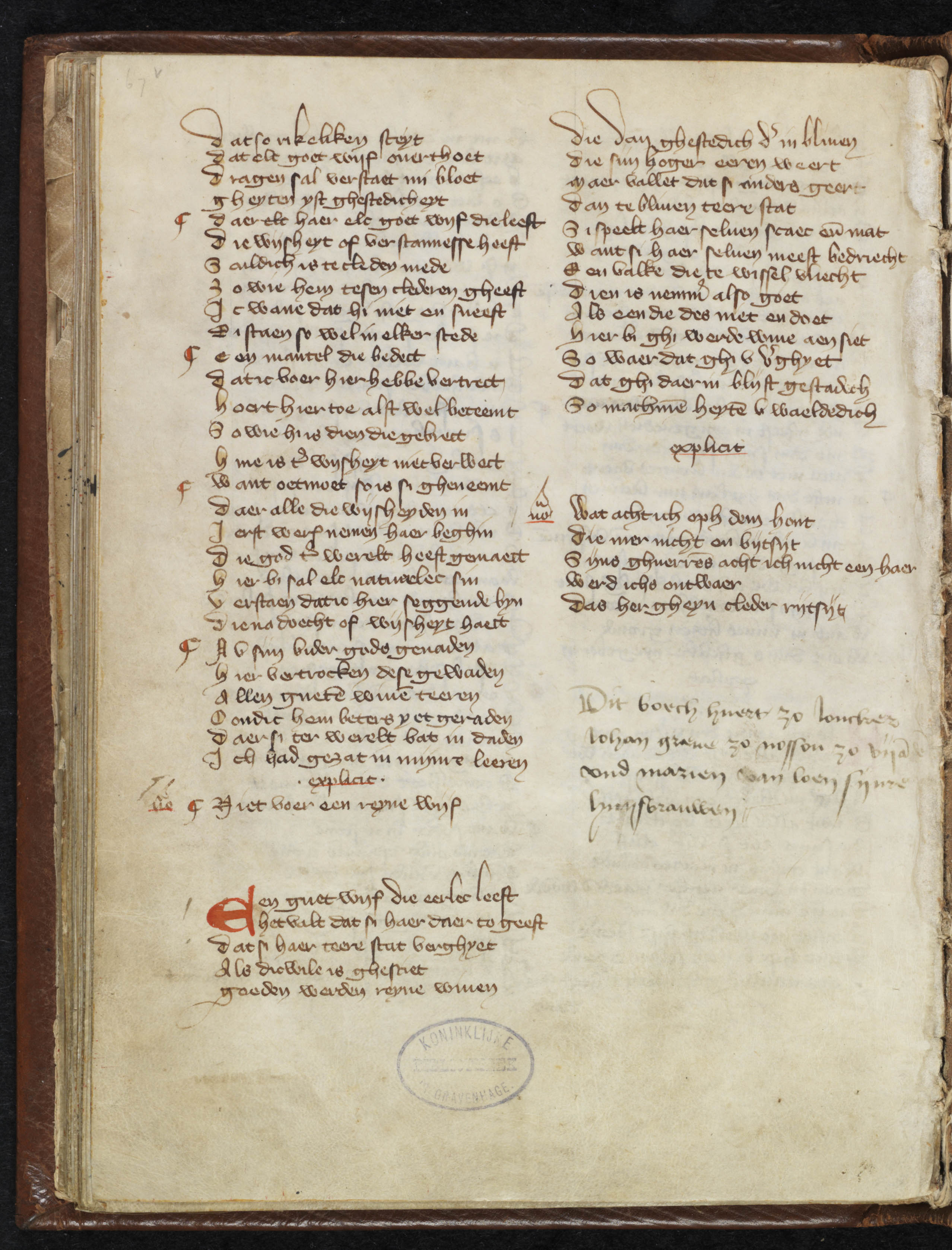
f. 67v

## Weblinks
- Haagse liederenhandschrift, transcriptie op de website van de dbnl.
- Haags liederenhandschrift online bekijken op de website van de Koninklijke Bibliotheek (Nederland).